# Nebolshoy театр
NEБОЛЬШОЙ ТЕАТР — театр юного зрителя в Железнодорожном районе Ульяновска. Областное государственное автономное учреждение культуры «Ульяновский театр юного зрителя» «NEБОЛЬШОЙ ТЕАТР» (ОГАУК «Ульяновский театр юного зрителя»). Учредитель — Министерство искусства и культурной политики Ульяновской области. Год создания — 2001 г. Адрес театра: г. Ульяновск, ул. Пушкинская, д. 1/11.
На время реконструкции театр находится по адресу: Спасская, 10. Вход NEБОЛЬШОГО ТЕАТРА.

## История здания
В 1953 году было построено здание по адресу улица Пушкинская, 1/11, где расположился позже кинотеатр «Родина». Просуществовал он вплоть до начала 90-х, когда был разорён. Довольно долгое время здание было запущено и фактически заброшено до 2004 года, когда сюда переехал сам театр. В 2021 году здание театра подвергнуто реконструкции.

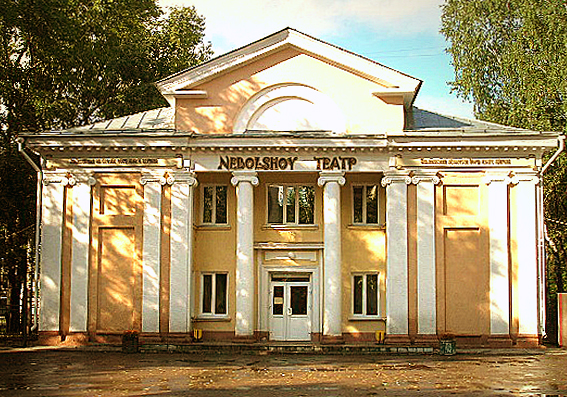
Здание бывшего кинотеатра «Родина»

## История театра
13 ноября 2001 года в Ульяновске был открыт театр юного зрителя. Новый театр не имел своего помещения, базовой площадки, производственных помещений, транспорта. Спектакли проводились на сценических площадках города и области. 
В июне 2004 г. художественный совет театра принимает собственное имя Ульяновского Театра юного зрителя — «NEБОЛЬШОЙ ТЕАТР». Летом 2004 года УлГУ провёл спецнабор на актёрское отделение факультета культуры и искусства для подготовки актёров УлТЮЗа.
31 августа 2004 года сбор труппы ТЮЗа состоялся в новом помещении театра — на Пушкинской. С 1 сентября 2004 года главным режиссёром «NEБОЛЬШOГО ТЕАТРА» назначен заслуженный артист России Эдуард Терехов. К концу сезона 2007—2008 творческий состав театра существенно изменился. В него вошли режиссёр Марина Корнева и актеры: Николай Авдеев, Артемий Курчатов, Елена Дворянскова, Елена Мякушина, Ольга Кашкарова, Александр Наугольнов, Александра Бишевская, Илья Поляков, Татьяна Зверева, Алексей Родькин, Марьяна Прядко. 28 декабря 2007 года Терехов становится директором.
26 февраля 2018 года в театре состоялся бесплатный концерт детей-сирот, победивших в конкурсе «Мы вместе» в рамках областного фестивального движения детского творчества «Солнечный».

### Реконструкция
В сентябре 2020 года выделяется финансирование на полную реконструкцию театра. Весной 2021 года здание бывшего кинотеатра демонтировано. На его месте к 2023 году должен появиться новый корпус театра, который будет в несколько раз больше предыдущего. Архитекторы отметили, что фасад здания должен будет сохранить стиль оригинального здания. Зрительный зал будет увеличен в полтора раза — с 180 место до 300.

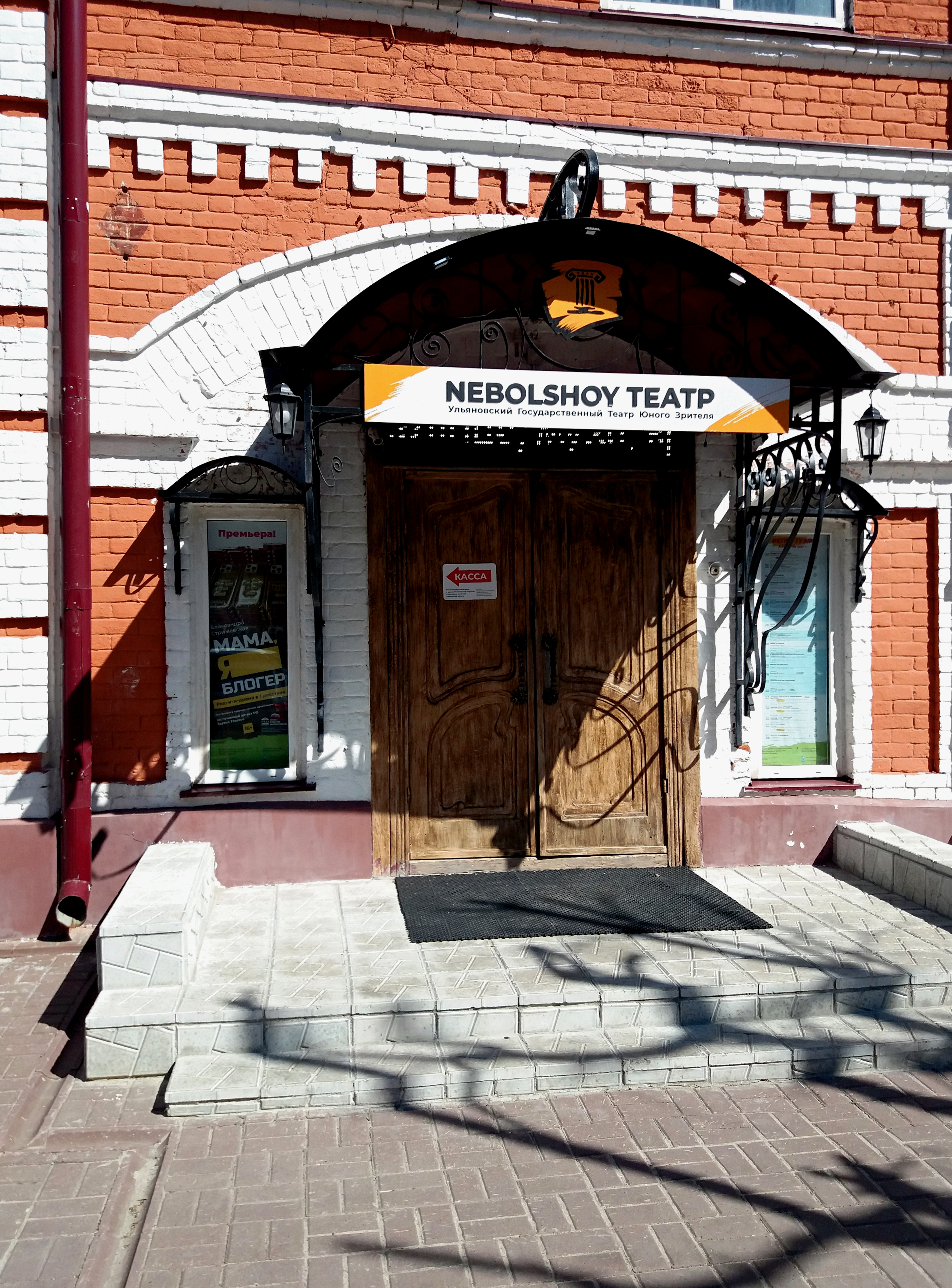
«NEБОЛЬШОЙ ТЕАТР» сегодня (2023).

На территории театра должна появиться парковая зона с детской площадкой.
Однако, возникли разногласия по поводу реконструкции со стороны части местных профессиональных архитекторов, не участвующих в проекте . Была создана петиция с обращением к Губернатору Ульяновской области, которую в течение одного года подписало не более 335 человек. По мнению авторов петиции, здание бывшего кинотеатра было знаковым для города. Утверждалось, даже такая небольшая постройка была ярким примером величественности сталинского ампира. Кроме того указывалось, на якобы, скудное количество таких объектов в Ульяновске. При этом, в обращении были проигнорированы десятки существующих в городе "сталинских" построек, в том числе действующее здание бывшего кинотеатра "Октябрь", построенное в Ульяновске по одинаковому с кинотеатром "Родина" типовому проекту Зои Брод. В марте 2021 г. городской администрацией было согласовано проведении пикета по дискуссии о реконструкции бывшего кинотеатра, который не состоялся по причине неявки инициаторов петиции. Точка в этом деле была поставлена официальным ответом министра культуры Ульяновской области на обращение. В ответе было отмечено, что бывшее здание кинотеатра не является объектом культурного наследия, а проект реконструкции прошел государственную экспертизу. Тем не менее, ведущим архитекторам региона было предложено проявить свое участие, рассмотреть возможность внесения корректив во внешний облик фасада здания.
До постройки нового здания театр находится на Спасской улице дом 10, в одном здании с министерством искусства и культуры Ульяновской области.
8 сентября 2024 года Ульяновский театр юного зрителя открыл творческий сезон в новом здании.

## Спектакли

### Нынешней репертуар[18]
1. «Женитьба Бальзаминова»
2. «Письма с фронта. Треугольники судьбы»
3. «Жили-были от Волги до Сибири»
4. «Люди, львы, орлы и куропатки»
5. «Проделки Братца Кролика»
6. «Человекообразные»
7. «Как ЛОПШО человеком стал»
8. «День рождения Кота Леопольда»
9. «Русский водевиль, или любите ли вы театр»
10. «Кот в сапогах»
11. «Плих, Плюх и прочие»
12. «Плутни Скапена»
13. «Приключения Буратино»
14. «Концерт фронту»
15. «Сказка о влюбленном солдате»
16. «Еще не вечер»
17. «Спектакль цвета неба»
18. «Мама, папа, братья ГРИММ»
19. «Рыцарь неба»
20. «История одного похищения»
21. «В Японию под парусом Паллады»
22. «Король-Олень»
23. «Поющий поросенок»
24. «Чехов. Предложение»
25. «Следствие ведут Колобки»
26. «Достоевский FM»
27. «Все о женщинах»
28. «Нам 20 лет»
29. «Детям о Петре Великом»
30. «Лучшее, что было в моей жизни»

### Спектакли прошлых лет
1. «Старый друг лучше новых двух»
2. «Капитан Фракасс»
3. «Шиворот-навыворот»
4. «Не покидай меня, весна»
5. «Бантик ищет друзей»
6. «Эти свободные бабочки»
7. «Как Емеля Барби полюбил»
8. «Про Федота-стрельца, удалого молодца»
9. «Турандот»
10. «Новогодние приключения Джинна»
11. «Голос из шкафа или откровения Хоббита»
12. «Пять времен года»
13. «Те самые Аддамсы»
14. «Блюз тостяка Фредди, или 1/2 миллиона долларов за шоколадное сердце»
15. «Яичница»
16. «Звёзды»
17. «Красная Шапочка»
18. «Щелкунчик»
19. «Тук-тук ! Кто там ?»
20. «По зеленым холмам океана»
21. «Очень китайская сказка»
22. «О любви и не только»
23. «Спящий богатырь»
24. «Звериные истории»

## Руководство

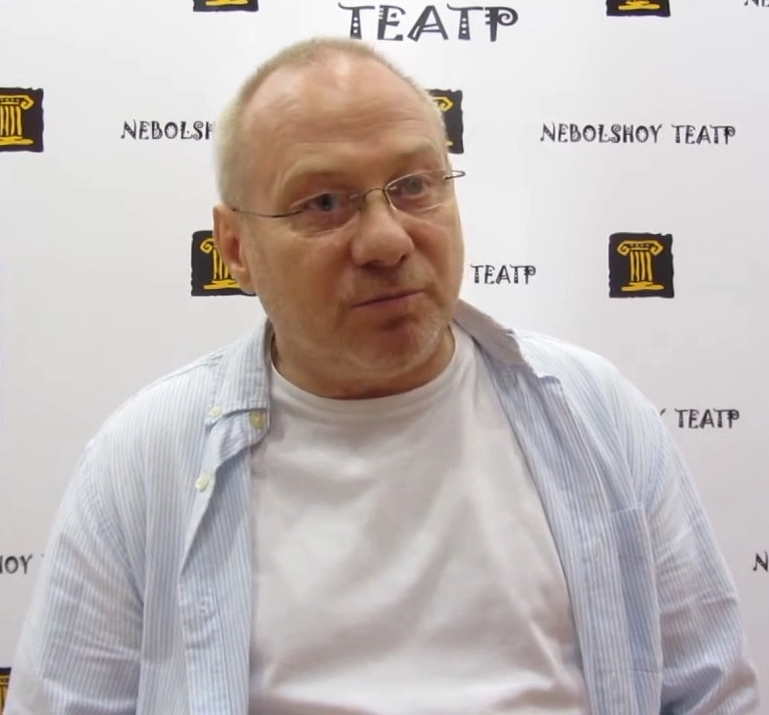
Директор театра (с 2007) Эдуард Терехов

- Владимир Зеленов — директор (2001-2002)
- Владислав Фейзиков — директор (2002 — ноябрь 2003)
- Эдуард Терехов  — главный режиссёр (2004-2007)
- Марина Корнева — главный режиссёр (2007 — н. в.)[19]
- Александр Колтун — директор (2003 — июнь 2007)
- Марианна Тутормина — директор (июнь 2007 — декабрь 2007)
- Эдуард Терехов[19] — директор (декабрь 2007 — н. в.)

## Галерея

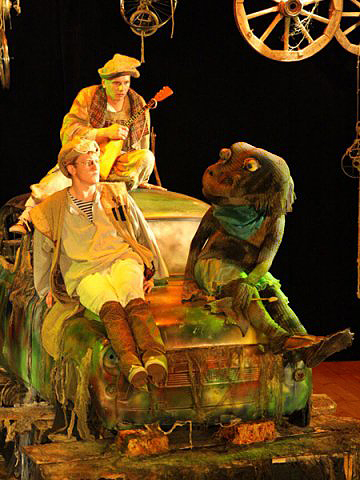
Спектакль «Царевна-Лягушка. RU или ЧП болотного масштаба», реж. Эдуард Терехов
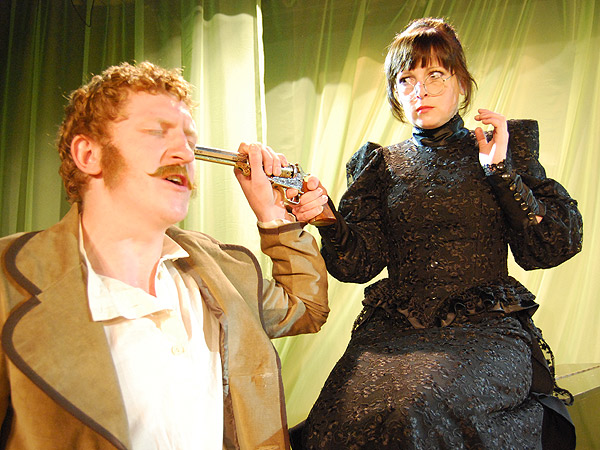
Спектакль «Чехов. С любовью…», реж. Марина Корнева
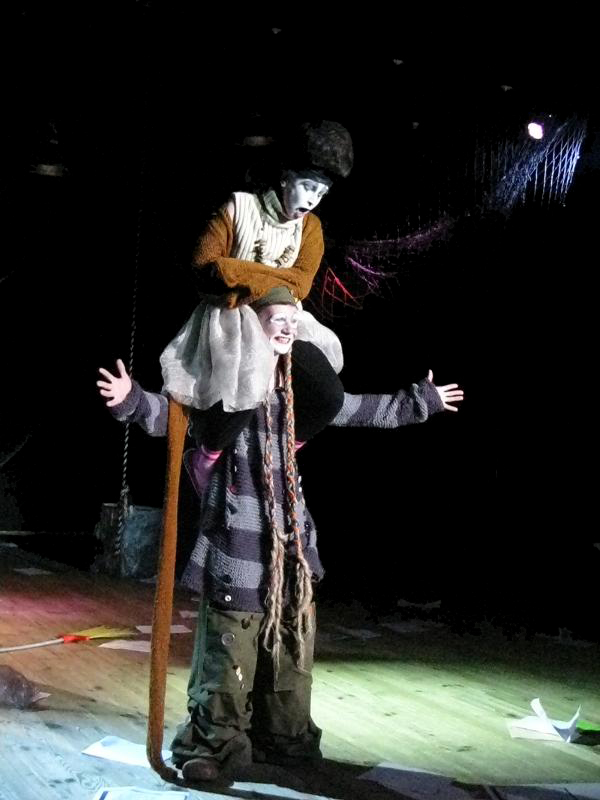
Спектакль «Преступление, помощь на дому, наказание, деньги, убийство пенсионерки», реж. Эдуард Терехов

Строительство Ульяновского Театра юного зрителя (6. 2023)

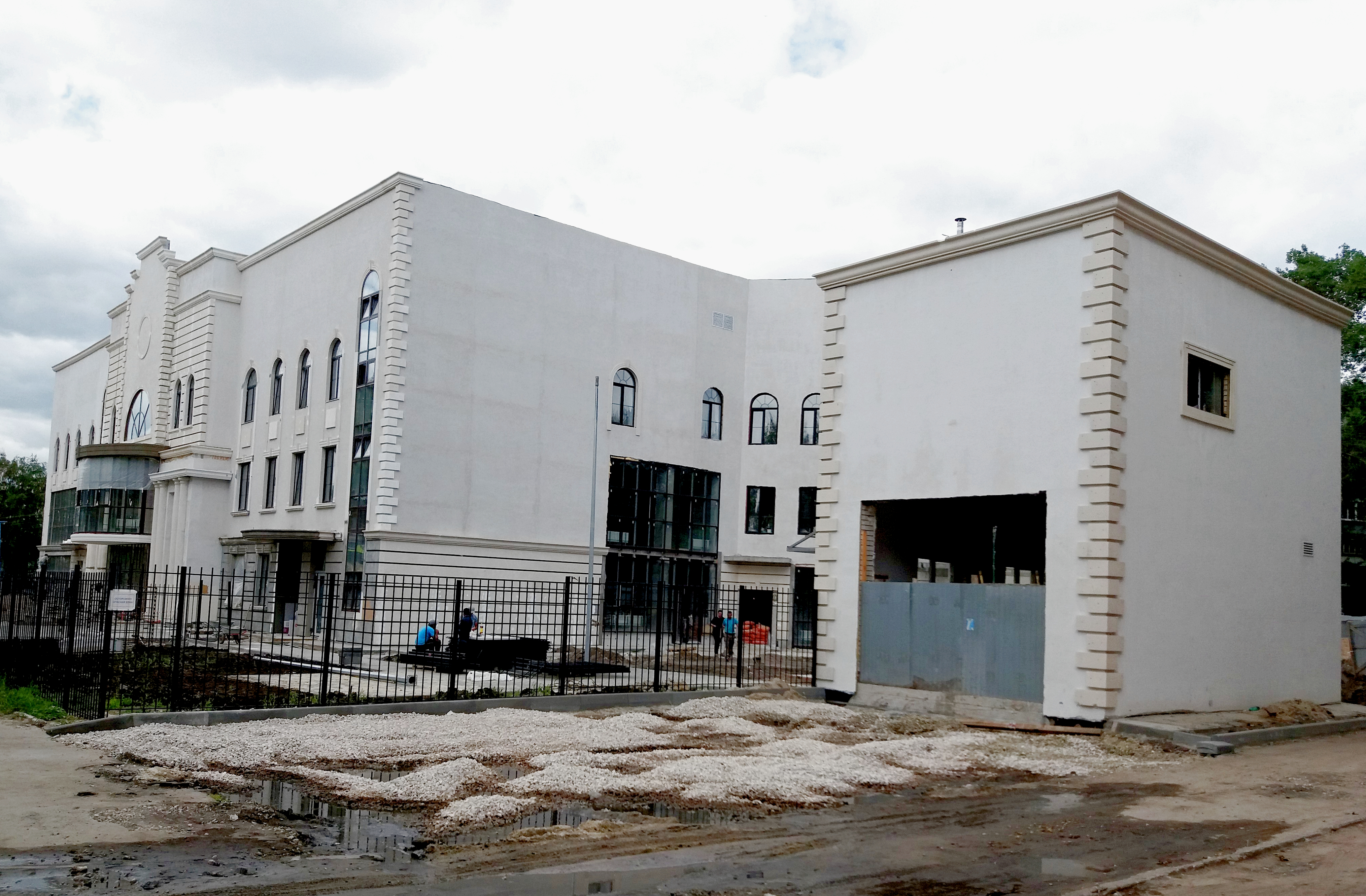
Строительство Ульяновского Театра юного зрителя.
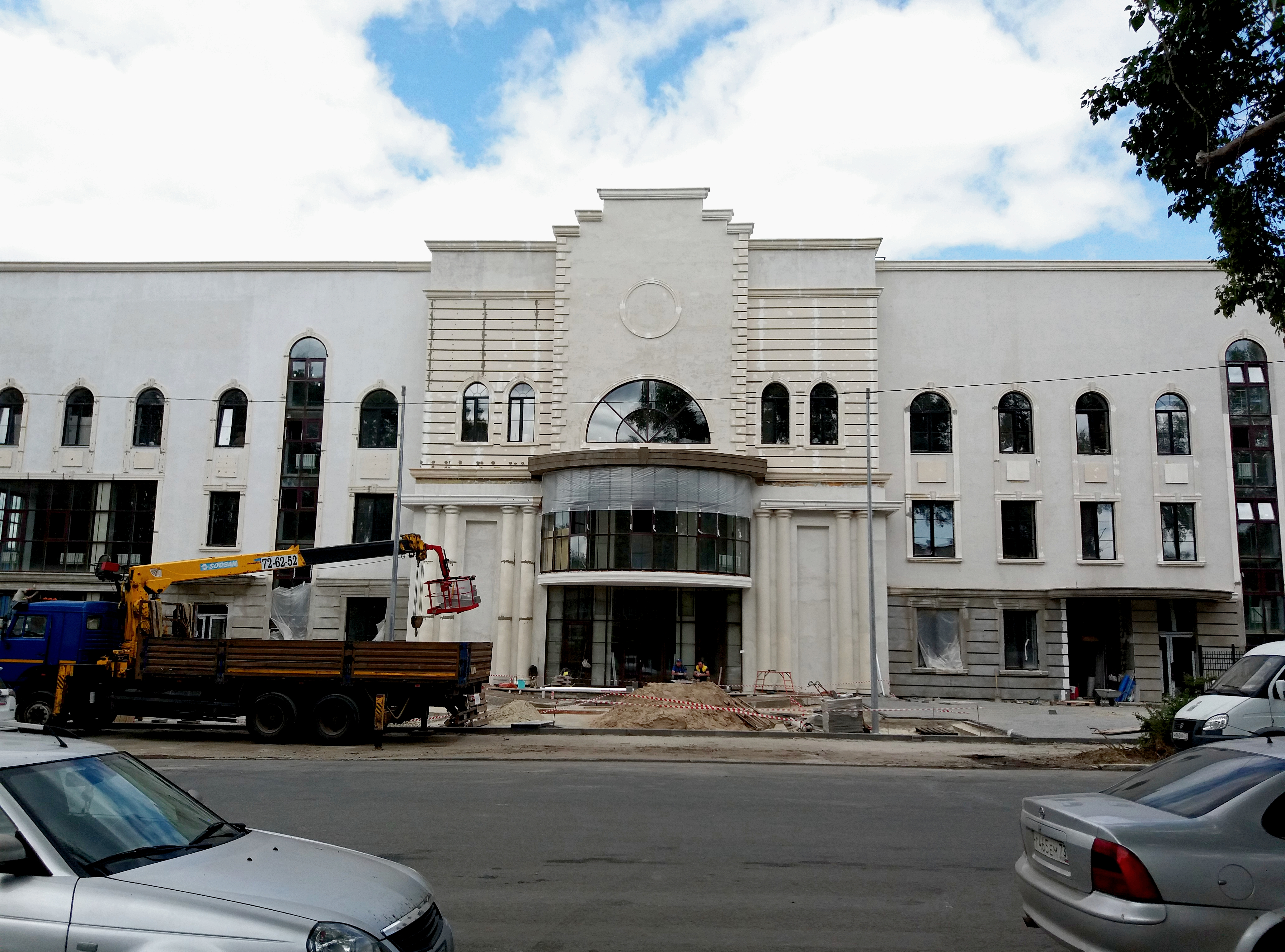
Строительство Ульяновского Театра юного зрителя.
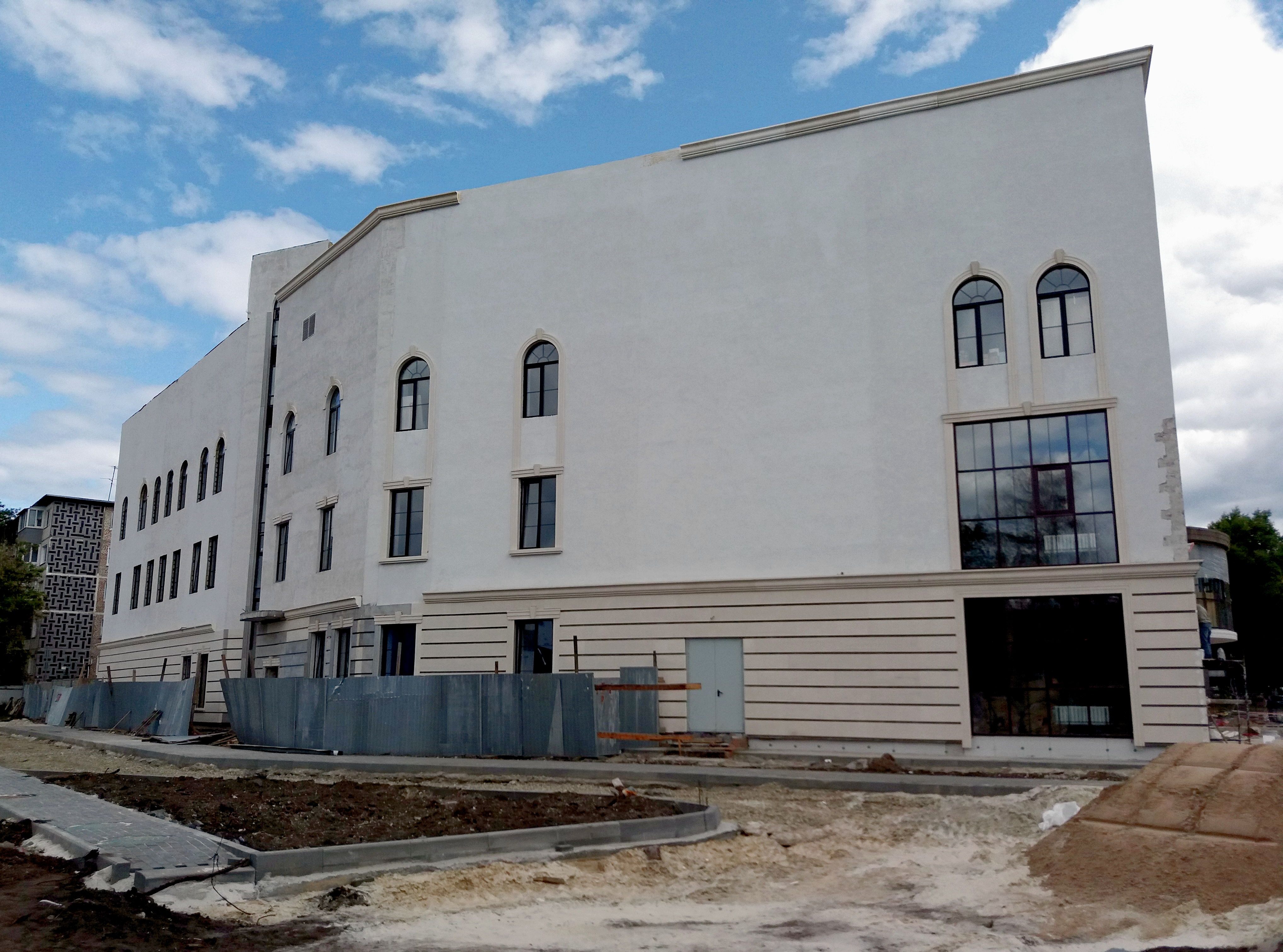
Строительство Ульяновского Театра юного зрителя.
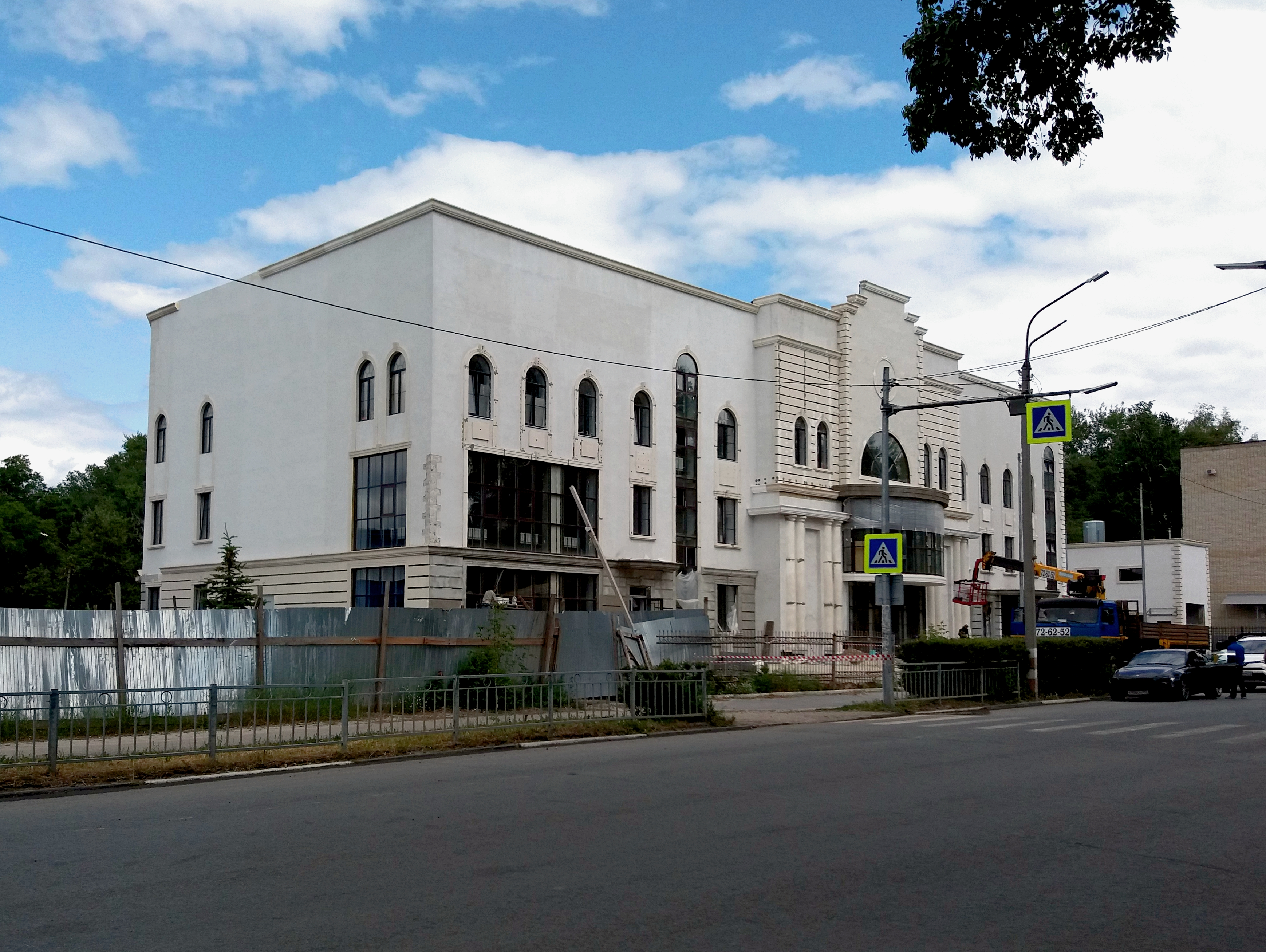
Строительство Ульяновского Театра юного зрителя.